# Piranhas (film, 1978)
Pour les articles homonymes, voir Piranha (homonymie).
Série Piranha
Piranha 2 : Les Tueurs volants
(1981)
Pour plus de détails, voir Fiche technique et Distribution.
Piranhas (Piranha) est une comédie horrifique américaine réalisée par Joe Dante et sortie en 1978. Écrit par John Sayles et produit par Roger Corman, le film met en scène Bradford Dillman et Heather Menzies.
Piranhas est un mockbuster qui s'inspire du film à succès Les Dents de la mer (1975) de Steven Spielberg, lequel a également inspiré de nombreux films à terme de série B comme Grizzly, le monstre de la forêt (Grizzly, 1976), Les Dents d'acier (Tintorera, 1977), Tentacules (Tentacoli, 1977), Orca (1977), La Mort au large (L'ultimo squalo, 1981), Apocalypse dans l'océan rouge (Shark: Rosso nell'oceano, 1984) et plus récemment Sand Sharks : Les Dents de la plage (Sand Sharks, 2011).
Une suite, Piranha 2 : les Tueurs volants de James Cameron, sort trois ans plus tard. Il y aura ensuite deux remakes : Piranha (1995, pour la télévision) et Piranha 3D (2010). Ce dernier est lui-même suivi de Piranha 2 3D (2012).

## Synopsis
Un couple de randonneurs pénètre par effraction dans un ancien domaine de l'armée qui semble abandonné. Ils découvrent une piscine, et la jeune femme convainc son compagnon de prendre un bain. Ils sont tous deux dévorés par des piranhas. Une jeune femme part à la recherche des deux disparus. Elle se fait aider par un homme qui vit dans la vallée en solitaire, séparé de sa femme et alcoolique. Ils découvrent rapidement l'ancienne base militaire, et son laboratoire peuplé de créatures mutantes. Ils décident de vider le réservoir pour trouver les corps des randonneurs, dont ils ont découvert les sacs et les habits dans le laboratoire. Un savant qui vit seul dans le laboratoire tente en vain de leur interdire de vider le réservoir. Ils le ligotent, mais finissent par comprendre la vérité: une nuée de piranhas mutants conçus lors de la guerre du Viêt Nam a été accidentellement déversée dans une rivière fréquentée par de nombreux baigneurs. Une course poursuite s'engage pour sauver les usagers du lac artificiel.

## Fiche technique
Sauf indication contraire, les informations mentionnées dans cette section peuvent être confirmées par la base de données cinématographiques IMDb,  présente dans la section « Liens externes ».
- Titre français : Piranhas
- Titre original : Piranha
- Réalisation : Joe Dante
  - Assistants réalisateurs : Charles Eglee et Greg Gears
- Scénario : John Sayles, d'après une histoire de John Sayles et Richard Robinson
- Musique : Pino Donaggio
- Photographie : Jamie Anderson
- Décors : Jeff Ayers
- Direction artistique : Bill Mellin et Kerry Mellin
- Montage : Joe Dante et Mark Goldblatt
- Production : Jon Davison
  - Coproduction : Chako van Leeuwen
  - Producteurs délégués : Roger Corman et Jeff Schechtman
- Société de production : New World Pictures
- Distribution : New World Pictures (États-Unis), United Artists (France)
- Budget : 600 000 dollars
- Pays de production :  États-Unis
- Langue originale : anglais
- Format : couleur (Metrocolor) — 1.85:1 • 35 mm — son mono
- Genre : comédie horrifique
- Durée : 94 minutes
- Dates de sorties :
  - États-Unis : 3 août 1978
  - France : 15 novembre 1978
- Interdit aux moins de 12 ans[Où ?]

## Distribution
- Bradford Dillman (VF : Serge Lhorca) : Paul Grogan
- Heather Menzies (VF : Sylvie Feit) : Maggie McKeown (McGowan en VF)
- Kevin McCarthy (VF : Marc Cassot) : Dr Robert Hoak
- Keenan Wynn (VF : Jean-Jacques Steen) : Jack
- Dick Miller (VF : Francis Lax) : Buck Gardner
- Barbara Steele (VF : Sylvie Moreau) : Dr Mengers
- Belinda Balaski (VF : Catherine Lafond) : Betsy
- Melody Thomas Scott (VF : Sylviane Margollé) : Laura Dickinson
- Bruce Gordon (VF : Michel Beaune) : le colonel Waxman
- Paul Bartel (VF : Philippe Dumat) : M. Dumont
- Shannon Collins (VF : Séverine Morisot) : Suzie Grogan
- Shawn C. Nelson (VF : Claude Mercutio) : Whitney
- Barry Brown : le shérif
- Richard Deacon : Earl Lyon
- Janie Squire (VF : Catherine Lafond) : Barbara Randolph
- Roger Richman (VF : William Coryn) : David
- John Sayles : la sentinelle

## Production

### Développement
Profitant du fabuleux succès des Dents de la mer (1975) de Steven Spielberg, le producteur de séries B Roger Corman propose au jeune Joe Dante d'en réaliser un pastiche à petit budget. Ce dernier compense l'étroitesse de ses moyens en agrémentant son récit d'horreur d'une notable dimension parodique, à laquelle Steven Spielberg s'avouera d'ailleurs assez sensible pour lui offrir la réalisation de Gremlins en 1984. Pour autant, le film ménage un suspens digne de son modèle et réunit en outre des têtes d'affiche relativement prestigieuses, notamment Keenan Wynn, Kevin McCarthy et Barbara Steele.

### Tournage
La réalisation débute le 15 mars 1978 dans le Texas et dans la Californie jusqu'au 5 avril 1978.
Lieux de tournage
- Californie, États-Unis
  - Griffith Park, Los Angeles
  - Burbank
- Texas, États-Unis
  - San Marcos
  - Seguin
  - Wimberley

## Accueil
Le film a été bien reçu par la critique et les spectateurs, il recueille 72 % d'opinions favorables sur le site Rotten Tomatoes[réf. nécessaire].
Le film est sorti le jour d'une grève des journaux, raison pour laquelle il a fait l'objet de relativement peu de critiques.
Steven Spielberg, le réalisateur des Dents de la mer, a déclaré que Piranhas était, et de très loin, le meilleur film concurrent réalisé à ce jour.

## Distinctions
Lors de la 6e cérémonie des Saturn Awards en 1979, le film obtient le prix du meilleur montage. Il était également nommé pour le meilleur film d'horreur.

## Analyse